# РВЗ-6
РВЗ-6 — советский односторонний моторный четырёхосный высокопольный трамвайный вагон производства Рижского вагоностроительного завода.
Первый прототип вагона РВЗ-6 был построен на РВЗ в 1960 году, осенью того же года началось серийное производство этих трамваев. Оно продолжалось до декабря 1987 года включительно; последние готовые вагоны были отправлены со склада РВЗ в начале 1988 года. Трамваи РВЗ-6 работали во многих городах Советского Союза, но, по данным сайта ТрансФото, на начало 2021 года продолжали эксплуатироваться на регулярных маршрутах только в Осинниках и в Хабаровске, а на 2023 год единственным городом-эксплуатантом на регулярных маршрутах остаётся Хабаровск.

## История
В 1948 году на РВЗ из Тушина было передано серийное производство трамвайных вагонов МТВ-82. Однако, несмотря на своё долголетие и признание со стороны эксплуатационников, МТВ-82 по своему техническому уровню был шагом назад по сравнению с довоенными малосерийными трамвайными вагонами типа М-38. Восстановление промышленности после окончания Великой Отечественной войны позволило перейти к технически более совершенным конструкциям — в том же 1948 году Совет Министров СССР принял постановление о разработке на РВЗ нового типа трамвайного вагона.
Основными направлениями совершенствования конструкции были:
- переход от непосредственной системы управления (НСУ) к косвенной низковольтной автоматической реостатно-контакторной системе управления (РКСУ) током через тяговые электродвигатели (ТЭД);
- использование тележек мостового типа с магниторельсовым тормозом и подрезиненными колёсами;
- облегчение корпуса вагона;
- отопление пассажирского салона за счёт тепла от пускотормозных сопротивлений[4].

В основном эти усовершенствования заимствовались у зарубежных образцов трамвайной техники (в первую очередь вагонов PCC), но среди них были и идеи из оригинальных отечественных разработок 1930-х годов, реализации которых помешала Великая Отечественная война.

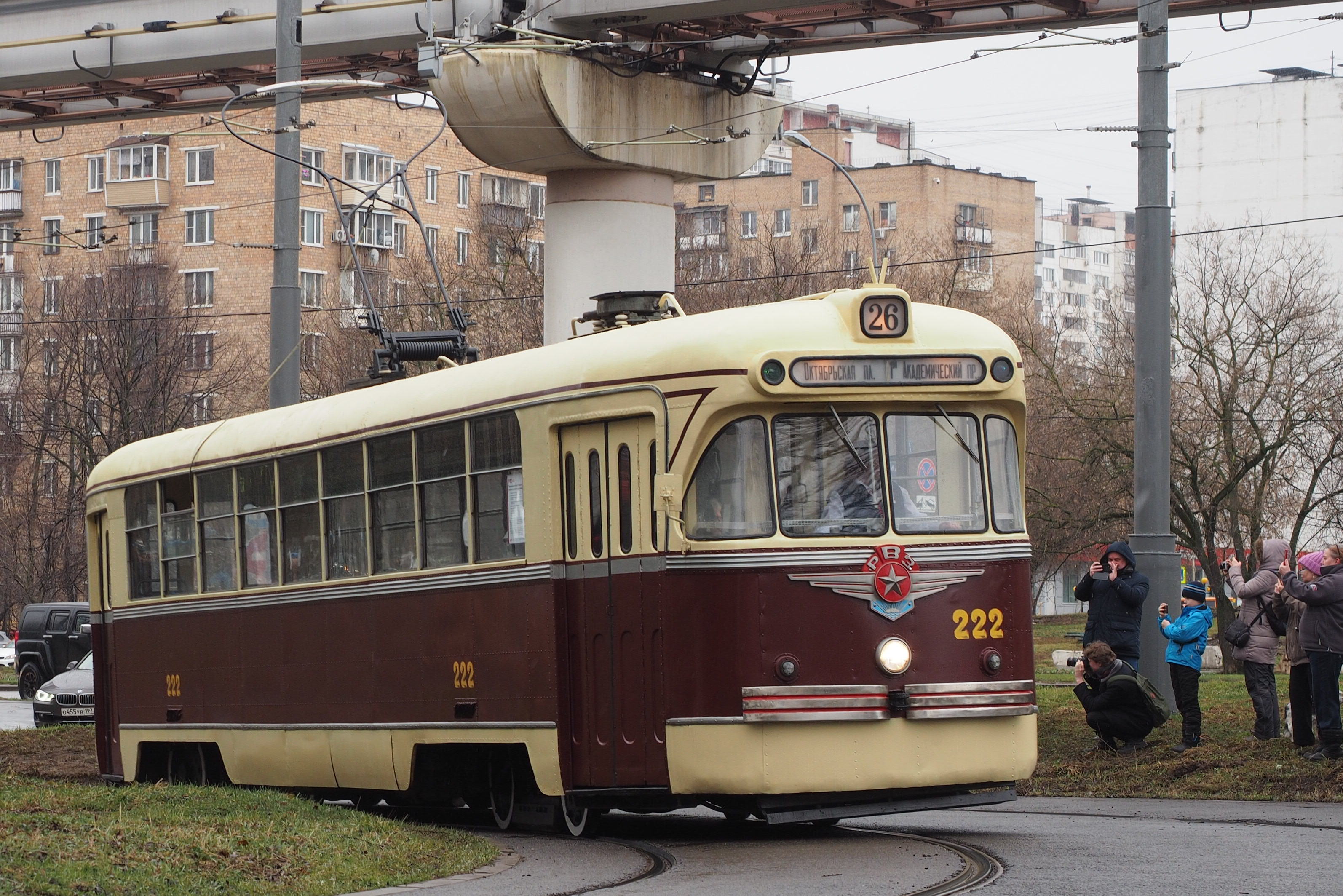
Музейный РВЗ-6 первых выпусков в Москве, с большой эмблемой спереди

Работы по проектированию были завершены в 1949 году, и через год был построен прототип РВЗ-50 — первый предок вагонов РВЗ-6. 1950-е годы были периодом поиска конструкторского коллектива РВЗ — на последующих опытных вагонах РВЗ-51, РВЗ-55 и РВЗ-57 отрабатывались различные технические решения, новые для советского трамваестроения — работа по системе многих единиц (СМЕ), рекуперативное торможение, варьировались типы ТЭД. Попутно менялся и ряд деталей в механическом устройстве вагона, например, створчатые двери по образцу вагонов МТВ-82 или КТМ/КТП-1 заменили на более удобные для пассажиров ширмовые. В 1959 году был принят новый ГОСТ на модифицированную версию трамвайного вагона РВЗ-57, и тем самым разрешалось его серийное производство. Новым серийным вагонам было присвоено наименование РВЗ-6.

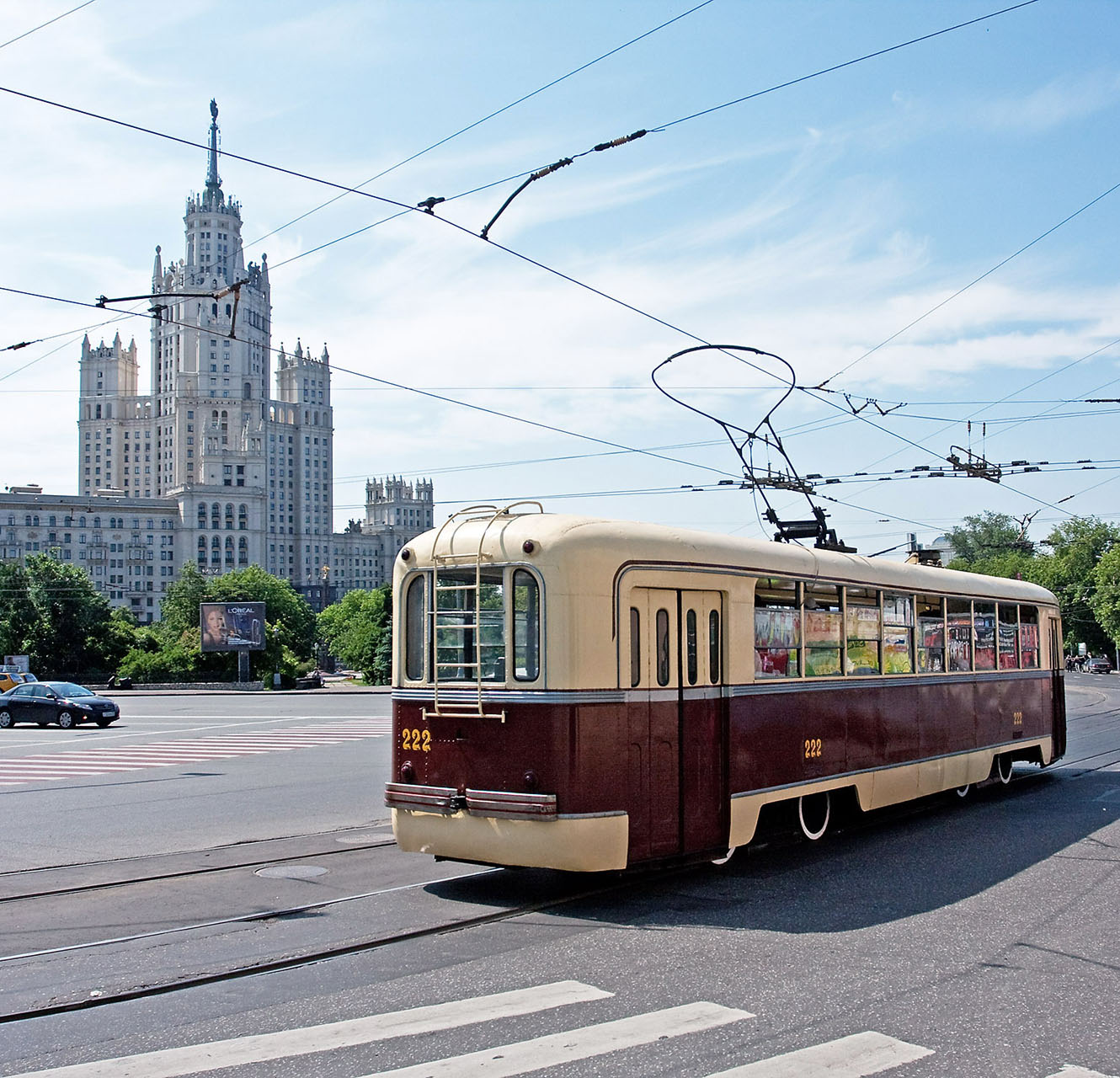
РВЗ-6 в Москве, вид сзади справа

Выпуск РВЗ-6 в 1960—1961 годах происходил параллельно с МТВ-82 из-за его малого объёма и большого спроса: в целом по стране вагоны потребителям отпускались поштучно, для них не хватало запасных частей. Несмотря на долгий срок разработки, конструкция РВЗ-6 получилась «сырой», эксплуатационников часто беспокоили поломки механических узлов тележек, например, редуктора; отказы электрооборудования. Завод получал большое количество рекламаций от потребителей своей продукции. Тем не менее, в 1961 году выпуск МТВ-82 на РВЗ был прекращён; все силы бросили на серийное производство и доводку РВЗ-6. Так, в 1966 году появилась первая модернизация вагона РВЗ-6М. Переработке подверглись наиболее часто выходящие из строя механические узлы тележки, была увеличена мощность ТЭД. В целом проблемы с надёжностью вагона конструкторам РВЗ удалось успешно решить — вагоны модификации РВЗ-6М работают на линиях спустя десятилетия после окончания выпуска.

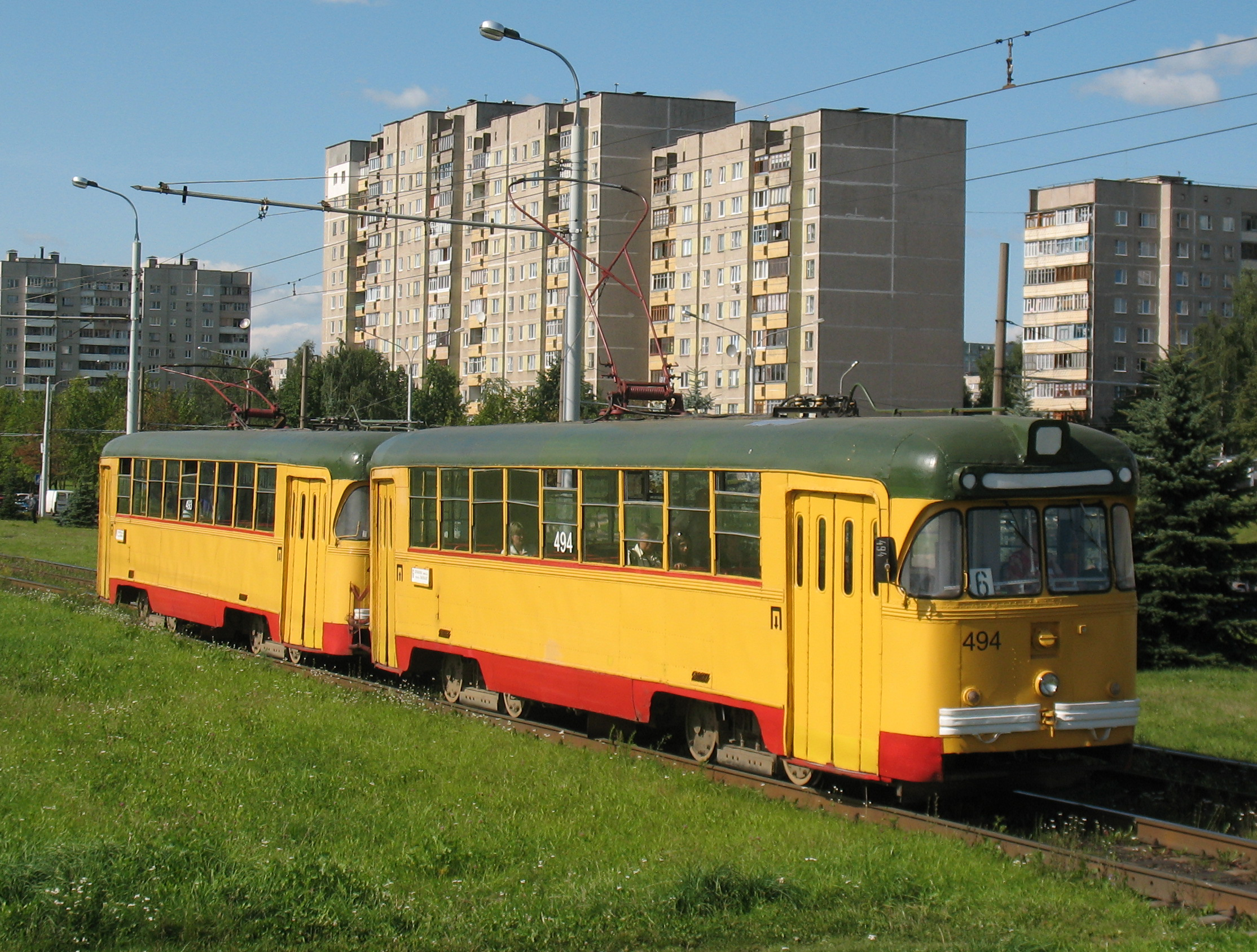
Трамвайные вагоны РВЗ-6М2 № 494 и 493 сцепленные по СМЕ в Минске, 2007 год

Рост пассажиропотоков в городах СССР конца 1960-х годов привёл к необходимости использовать трамвайные поезда, в которые РВЗ-6 не могли быть сцеплены — вагон не имел ни прицепной модификации, ни возможности работы по СМЕ, несмотря на теоретическую возможность такого использования за счёт своей РКСУ (хотя в Харькове местные умельцы сумели самостоятельно построить поезд по СМЕ из двух РВЗ-6М). Поэтому в 1974 году была произведена вторая модернизация РВЗ-6, которая позволила им работать в составе поездов по СМЕ. Этот вариант получил заводское обозначение РВЗ-6М2 и индекс 71-17 в единой системе наименования подвижного состава трамвая и метро.
Вагоны модификации РВЗ-6М2 продолжали совершенствоваться впоследствии: улучшения вносились в схему РКСУ, в связи с общим сокращением назначенного срока службы для всех производимых в СССР трамвайных вагонов до 16 лет была облегчена конструкция силовых элементов корпуса. Как результат у вагонов позднего выпуска 1980-х годов гораздо более часто стали появляться при эксплуатации переломы конструкций рамы у тележек в окрестности накопительных площадок. В свою очередь РВЗ в то время был заинтересован в прекращении производства трамваев, предназначенная для замены РВЗ-6 новая модель трамвайного вагона РВЗ-7 так и не вышла за рамки опытных образцов. Дело даже доходило до внутриведомственного расследования плохого качества перспективных рижских трамваев. Однако руководство завода добилось своего за счёт разногласий между республиканскими и общесоюзными управляющими органами: хотя Министерство жилищно-коммунального хозяйства РСФСР, курировавшее городской электротранспорт, было заинтересовано в продолжении серийного выпуска РВЗ-6, общесоюзное Министерство путей сообщения имело свои планы по увеличению выпуска на РВЗ электропоездов для железных дорог СССР. Начавшаяся в конце 1987 года реорганизация РВЗ позволила его руководству получить добро на прекращение выпуска трамваев. В декабре 1987 года последние РВЗ-6 покинули сборочные линии завода. Однако со склада они продолжали отпускаться и в начале следующего года, поэтому 1988 год иногда приводится в некоторых источниках информации как год окончания серийного выпуска РВЗ-6. Таким образом, РВЗ-6 выпускался в течение полных 28 лет и пережил в производстве предназначавшуюся ему замену в виде перспективного вагона РВЗ-7. Трамвайный вагон РВЗ-6М2 с максимальным № 6008 на заводской табличке был отгружен в Коломну, где и окончил свои дни.

## Работа в городах СССР

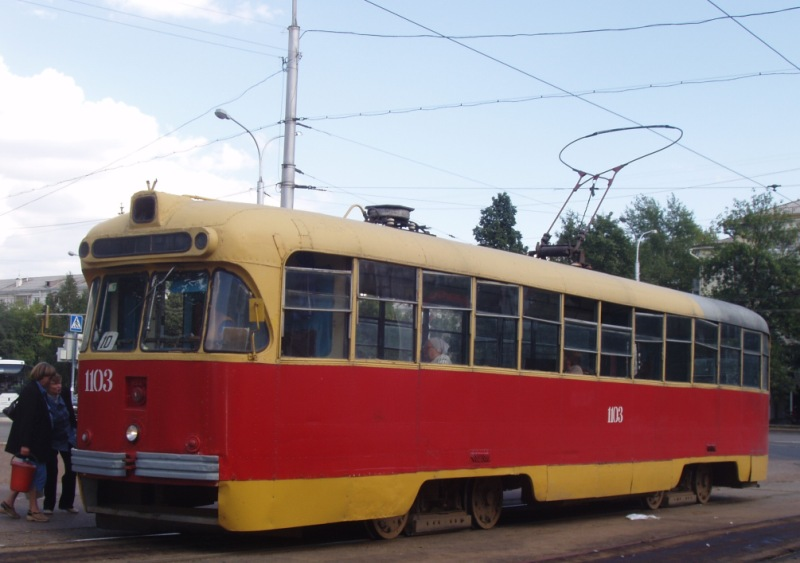
Трамвайный вагон РВЗ-6 в Уфе, 2007 год

РВЗ-6 работали в большом количестве городов СССР, включая Москву, Минск, Даугавпилс, Баку, Ереван, Тбилиси, Ташкент, Горький, Казань, Киев,
Рига, Красноярск, Владивосток, Архангельск, Уфу, Липецк и многие другие. Однако в каждом из этих городов судьба РВЗ-6 оказалась своей. Так, например, Москва довольно быстро (ещё в середине 1960-х) отказалась от РВЗ-6 в пользу чешских вагонов и передала все свои РВЗ-6 Ташкенту. В большинстве других трамвайных хозяйств СССР вагоны РВЗ-6 прочно укоренились, в ряде крупных городов страны они стали единственным видом подвижного состава, как, например, в Казани после отставки МТВ-82 от работы с пассажирами. В городах, где подвижной состав был разнообразен, как правило, существовало трамвайное депо, специализирующееся на РВЗ-6. Такая ситуация сложилась в Горьком, где с 1986 года депо № 1 работало исключительно с чешскими «Татрами» T3, депо № 3 — исключительно с отечественными КТМ-5, а депо № 2 работало как с T3, так и с весьма значительным парком РВЗ-6 разных модификаций. Наиболее трагична судьба РВЗ-6 в Иркутске, где до 1987 года эксплуатировались РВЗ-6 и РВЗ-6М. В 1987 году поступила партия новых РВЗ-6М2, которые, после всего лишь трёх лет эксплуатации без видимых на то причин списали в 1990 году. Причина списания неизвестна, некоторые вагоны были переделаны под гаражи.

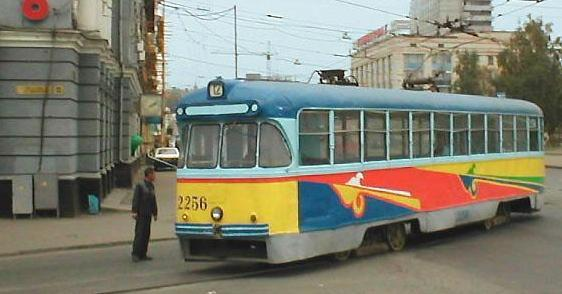
Трамвайный вагон РВЗ-6 в Казани, 2004 год

Как правило, РВЗ-6 эксплуатировались до полного износа. Вагоны позднего выпуска изнашивались быстрее, чем раннего; но поскольку РВЗ продолжал выпуск запасных частей, ремонт особой сложности не представлял. В ныне закрытом трамвайном хозяйстве Архангельска сотрудники успешно освоили восстановление рамы РВЗ-6 после переломов, не желая расставаться с этими вагонами даже после столь серьёзной поломки. В Казани и Владивостоке какое-то время работали даже трёхвагонные поезда из РВЗ-6М2.
В 1997 году выпуск запасных частей к РВЗ-6 на заводе был прекращён. Однако в странах СНГ и Прибалтики в то время ещё работало от 700 до 800 единиц подвижного состава этой марки. Это поставило под сомнение возможность дальнейшей эксплуатации РВЗ-6, поскольку самостоятельное производство нужных деталей не под силу подавляющему большинству трамвайных хозяйств на территории бывшего СССР. Благополучные в плане финансирования предприятия предпочли просто отставить все РВЗ-6 от эксплуатации, заменив их на более современные вагоны; в других из-за нехватки подвижного состава для их замены была отставлена только часть вагонов, чтобы за счёт их деталей поддерживать остальные. Только в Белоруссии была проведена программа модернизации РВЗ-6 с целью продления их срока эксплуатации, которые получили неофициальное название РВЗ-ДЭМЗ. Было модернизировано 15 вагонов, все они работали в Минске до сентября 2008 года. По своему внешнему виду они значительно отличались от исходного варианта вагона.
По состоянию на 2021 год, РВЗ-6 продолжали эксплуатироваться на линии в Осинниках (2 штуки) и Хабаровске (12 штук). Ещё в нескольких городах они сохранились как ходовые музейные экспонаты.

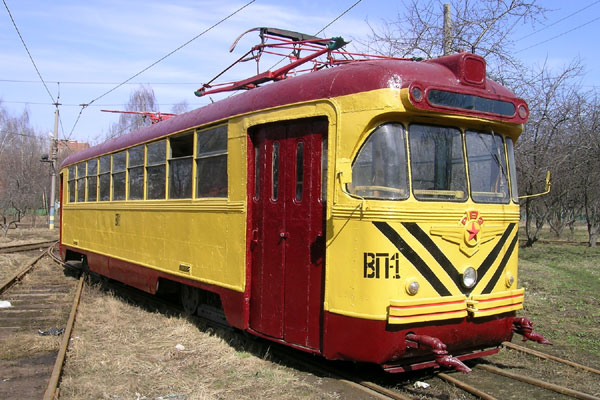
Служебный вагон-поливомойщик на базе РВЗ-6 в Нижнем Новгороде

## Модификации

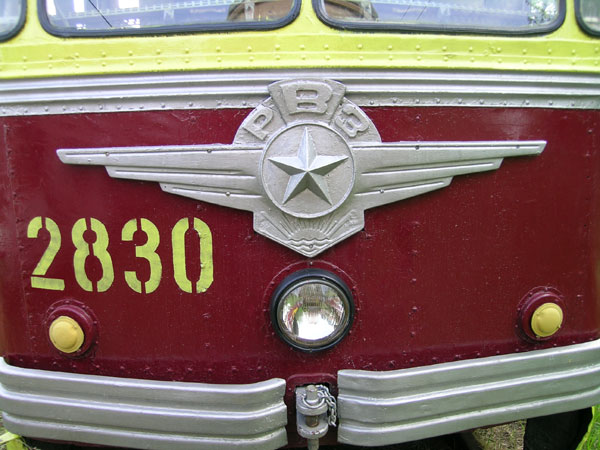
Эмблема РВЗ-6

- РВЗ-6 (Базовая модель) — доработанный вариант вагонов РВЗ-57. Строились с 1960 по 1966 год, построено 918 вагонов. Все трамваи этого варианта оснащались ампирной эмблемой завода-производителя, ранние вагоны можно отличить по трёхоконной кормовой оконечности.
- РВЗ-6М — модернизирована тележка, увеличена мощность тяговых двигателей. Строились с 1966 по 1974 год, выпущено 1988 вагонов. С 1972 года изменилась эмблема завода-производителя — вместо ампирной «крылатой звезды» на её месте стали устанавливаться логотип из трёх латинских букв RVR — аббревиатуры РВЗ на латышском языке (Rīgas Vagonbūves Rūpnīca). Таким образом, расположение эмблемы RVR на лобовой оконечности однозначно указывает на модификацию РВЗ-6М.
- РВЗ-6М2 (71-17) — появилась возможность работы по СМЕ в составе из 2 и 3 вагонов. Строились с 1974 по 1987 год, построено 3110 вагонов. Над фарой и под задней лестницей на крышу появились по две розетки в прямоугольной выштамповке для соединения межвагонных кабелей, убрана юбка в оконечностях, эмблема RVR перенесена на правый борт вагона за первую дверь. В свою очередь РВЗ-6М2 можно также подразделить на раннюю и позднюю подмодификации. Они различались схемой контроллера и не могли быть совместно сцеплены в один поезд по СМЕ — у поздней модификации было уменьшено число межвагонных кабелей и розетка на каждой оконечности осталась одна в квадратной выштамповке. Кроме того, с 1983—1984 гг. на РВЗ-6М2 перестал устанавливаться верхний хромированный молдинг, а с 1985 года и нижний.

## Оценка проекта

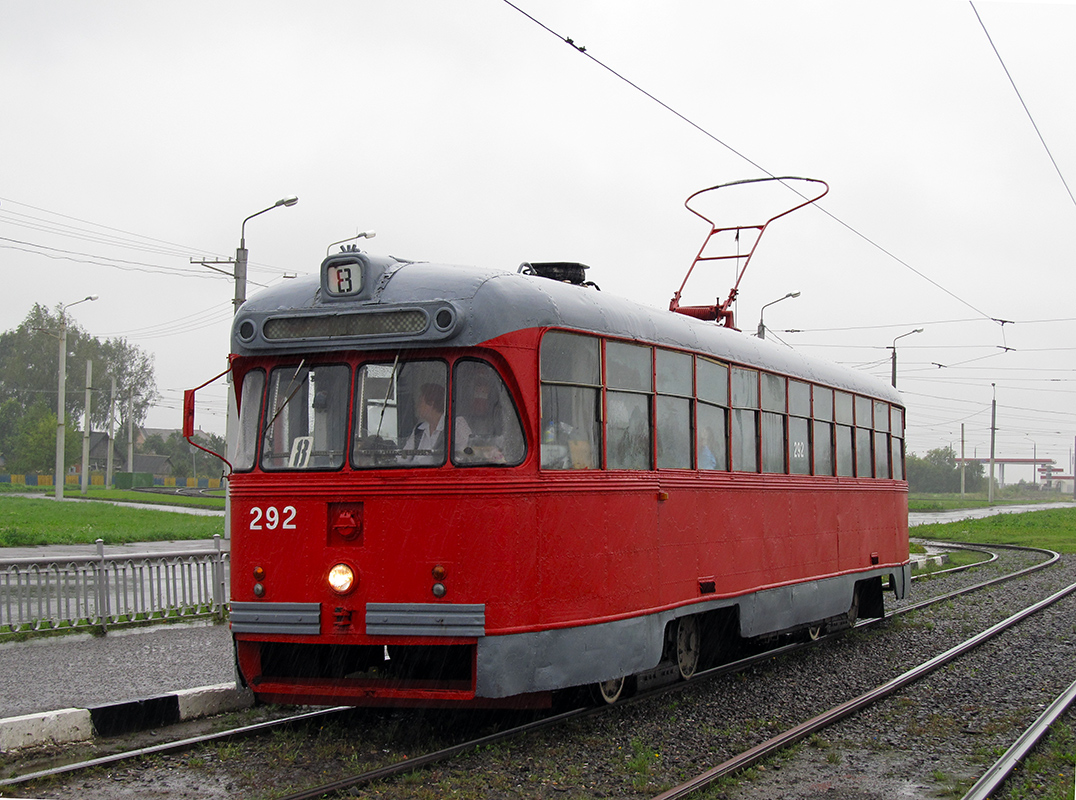
Трамвайный вагон РВЗ-6М2 в Витебске, 2012 год

Трамвайный вагон РВЗ-6 с технической точки зрения представлял большой шаг вперёд в советском трамваестроении. По сути он являлся первым самостоятельно разработанным в СССР трамваем концепции PCC — односторонним вагоном с несущим корпусом для работы на беступиковых линиях и тележками мостового типа с подрезиненными колёсами, оснащённым косвенной низковольтной автоматической РКСУ. Отдельные элементы этого набора реализовывались и ранее — на вагонах типов М-38, ЛМ/ЛП-36, ЛМ/ЛП-49, ЛМ-57, однако к 1960 году разработать полностью работоспособный вагон со всем этим сочетанием конструктивных элементов удалось только рижанам. Ненадёжная конструкция опытных довоенных М-38 и ЛМ/ЛП-36 послужила причиной обратной замены их оборудования на менее сложные и более привычные в то время колёса обычного типа и частично на НСУ. Односторонний трамвай с несущим корпусом ЛМ-49 по-прежнему оснащался НСУ и не имел тележек мостового типа. Близкий по времени создания ЛМ-57 оснащался тележками мостового типа, но не получил изначально для него планировавшейся РКСУ. Более поздние по времени создания советские трамваи типов КТМ-5 и ЛМ-68 не имели принципиальных новшеств по сравнению с РВЗ-6, хотя очень сильно разнились по внешнему виду и техническому исполнению. Первый из них вообще трудно назвать оригинальной разработкой, поскольку КТМ-5 изначально представлял собой неудачную попытку скопировать по устройству чешскую «Татру» T3 с большой долей влияния конструкции и дизайна ленинградского ЛМ-57. Недостающая возможность работы по СМЕ у РВЗ-6 по сравнению с КТМ-5 и ЛМ-68 была успешно введена в модификации РВЗ-6М2.
С другой стороны, все инновации были введены в вагон сразу, и он с самого начала уже не имел резервов по дальнейшему развитию. Все усовершенствования носили характер только устранения недостатков исходной конструкции и повышения общей надёжности. Даже модификация РВЗ-6М2 задействовала принципиально заложенную в РКСУ возможность работы по СМЕ. Никаких работ по созданию трёхдверной модификации или сочленённого варианта РВЗ-6 не велось, не известно никаких фактов применения на РВЗ-6 более прогрессивной тиристорно-импульсной системы управления током через ТЭД (такие эксперименты проводились с вагонами типов КТМ-5 и ЛМ-68). В результате (особенно после появления импортных чешских трамваев и ленинградского ЛМ-68) многие специалисты расценивали РВЗ-6 как вагон архаичного дизайна, как внешнего, так и внутреннего.
К безусловным преимуществам РВЗ-6 по сравнению с вагонами предыдущего поколения следует отнести более комфортную работу водителя — РКСУ избавляла водителя от работы тяжёлой ручкой контроллера. Кроме того, она позволяла более оптимально с точки зрения расхода электроэнергии набирать скорость, в её схеме также имелась и возможность рекуперативного торможения. Большое количество удобных мягких сидений диванного типа и две двери в оконечностях вагона идеально подходили для линий со средним пассажиропотоком; в зимнее время в вагоне это позволяло сохранить больше тепла. По сравнению с чешскими «Татрами» и КТМ-5 раннего выпуска РВЗ-6 был полностью бесшумен на остановках — у него отсутствовал постоянно работающий мотор-генератор для питания низковольтных цепей. Правильно настроенные пневматические приводы дверей и тормоза при своей работе производили вполне приятный негромкий шум по сравнению с резким воем дверных электромоторов «Татры» или скрежещущим звуком цепного привода сдвижных дверей КТМ-5.
Недостатки РВЗ-6 были обратной стороной его же достоинств. Помимо упоминавшейся слабой рамы у вагонов позднего выпуска, двухдверный корпус не обеспечивал комфортной поездки на линиях с большим пассажиропотоком в часы пик. Низкие по сравнению с КТМ-5 и ЛМ-68 окна ограничивали обзорность для стоящих пассажиров. Бесшумность на остановках была достигнута ценой отказа от полной гальванической развязки высоковольтной и низковольтной систем электрооборудования вагона. Низковольтная электрика у РВЗ-6 была гальванически связана с контактной сетью, поскольку она питалась от аккумулятора, подключённого к контактной сети через компрессор, цепи освещения салона, шунтовые обмотки возбуждения тягового двигателя и вентилятор охлаждения пускотормозных резисторов (в качестве балластного сопротивления). В случае неисправности это грозило попаданием высокого напряжения на низковольтные цепи. Как минимум такая ситуация могла быть чревата полным выходом всего низковольтного электрооборудования из строя, в худшем случае она приводила к возгоранию вагона, и такие случаи известны на практике — так, в Нижнем Новгороде сгорело по меньшей мере три специальных вагона на базе РВЗ-6. Архаичная конструкция оконных рам весьма часто приводила к дребезгу стёкол и перекосу фрамуг форточек. Поддержание окон и форточек в исправном состоянии требовало постоянного внимания со стороны водителя или персонала депо. Также в некоторых ситуациях было недостаточно единственной фары вагона. Также общим недостатком всех вагонов с тележками мостового типа с одинарным подвешиванием было их сильное деформирующее влияние на рельсовый путь (см. подраздел #Тележки).

## Конструкция

### Кузов
Кузов РВЗ-6 представлял собой стальной сварной каркас из профилей различных толщины и сечения, обшитый алюминиевыми листами, которые приклёпывались к несущим конструкциям каркаса кузова и между собой. На верх крыши по соображениям техники безопасности настилалось резиновое покрытие, изолирующее работающего на крыше человека от кузова вагона (который соединён с заземлёнными ходовыми рельсами) и улучшающее сцепление между обувью работника и покатой поверхностью крыши.
Снаружи кузов вагона на заводе окрашивался пентафталевыми эмалями кремового (верх и юбка) и тёмно-бордового цветов (борт). Реже встречался «инверсный» вариант заводской окраски, когда тёмно-бордовой были только юбка вагона и подоконная полоса, а всё остальное окрашивалось кремовой краской. Кузов модификации РВЗ-6М2 несколько отличался от кузова оригинальных РВЗ-6 и РВЗ-6М: спереди и сзади в раме кузова были установлены балки для крепления сцепных приборов, в оконечностях кузова в юбке вагона были сделаны вырезы для свободного перемещения сцепных приборов при работе в составе поезда (у РВЗ-6 и РВЗ-6М юбка является сплошной).
Лобовая стенка вагона имеет плавные закругления по краям; в зоне ниже уровня лобовых стёкол она прямая, на уровне лобовых стёкол наклонена назад, а на уровне крыши имеет выступ с обратным уклоном вперёд, где размещается маршрутный указатель. Лобовое остекление состоит из четырёх стёкол с закруглёнными углами — двух прямоугольных по центру и двух частично срезанных по краям на скруглениях. По сравнению с предыдущей выпускаемой на РВЗ моделью трамвайного вагона МТВ-82, кузов РВЗ-6 имеет более развитое лобовое остекление и более гармоничное отношение закруглений и скосов в оконечностях, из-за чего при не слишком сильно отличающихся от МТВ-82 габаритах он выглядит более стройным и «подтянутым». По центру лобовой стенки между лобовым стеклом и низом располагается единственная круглая фара, над ней — стилизованный заводской герб либо розетка межвагонного соединения у РВЗ-6М2.
Задняя стенка трамвая прямая и имеет единственное прямоугольное салонное стекло, хотя её бока также плавно переходят в боковые стенки через скругления. Под стеклом по центру расположена розетка межвагонного соединения для работы по СМЕ.
Боковые стены прямые, с правой стороны имеют два дверных проёма в передней и задней части трамвая и по 9 салонных окон между ними, а с левой — 12 окон. Двери у вагона четырёхстворчатые с поворотно-складными двойными створками. Окна имеют прямоугольную форму.

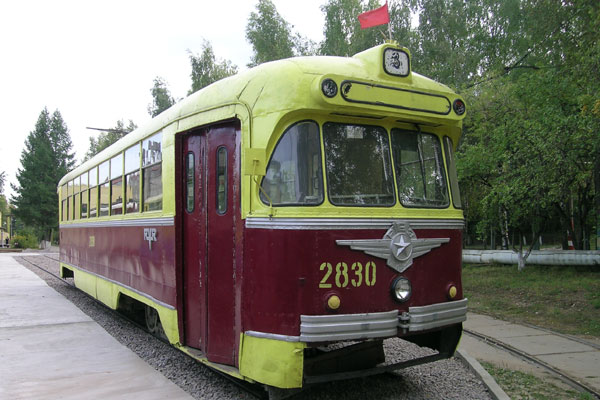
Трамвайный вагон РВЗ-6. Вид спереди справа
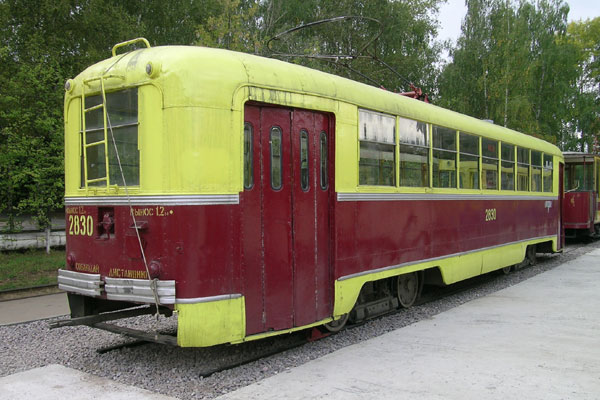
Трамвайный вагон РВЗ-6. Вид сзади справа
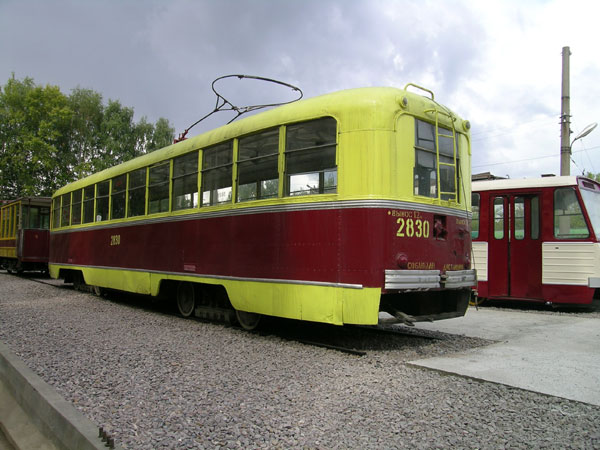
Трамвайный вагон РВЗ-6. Вид сзади слева

### Интерьер
Изнутри кузов обшивался отделочной лакированной фанерой, в вагонах позднего выпуска внутреннюю обшивку стали делать из пластика. Между наружной и внутренней обшивками кузова располагался специальный шумопоглощающий материал. Для улучшения эстетического восприятия пассажирами ряд металлических деталей (поручни, ручки, оконные элементы) хромировался. У РВЗ-6 раннего выпуска пол был дощатым, настилался на профили рамы кузова и покрывался быстросменным реечным покрытием. Однако довольно скоро дощатый пол с рейками заменили на настил из бакелитизированной фанеры, покрытой резиной. Для доступа к ряду узлов и агрегатов в полу были сделаны люки. Сиденья мягкие, диванного типа, однорядные по левому борту вагона и двухрядные по правому.

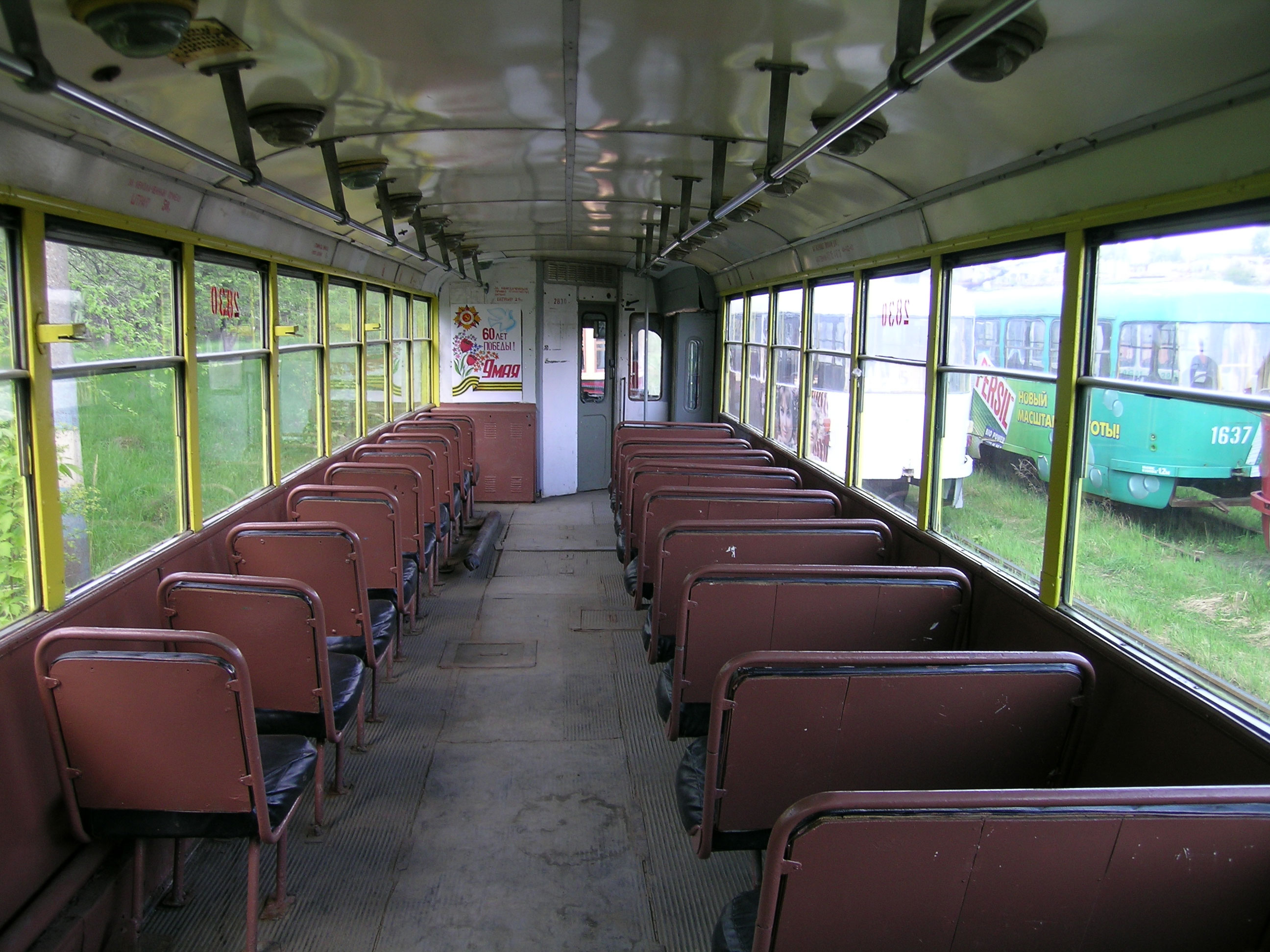
Интерьер РВЗ-6. Вид в носовую оконечность вагона
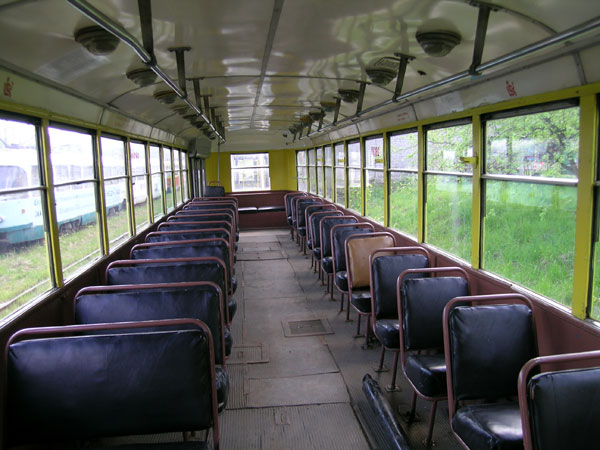
Интерьер РВЗ-6. Вид в кормовую оконечность вагона
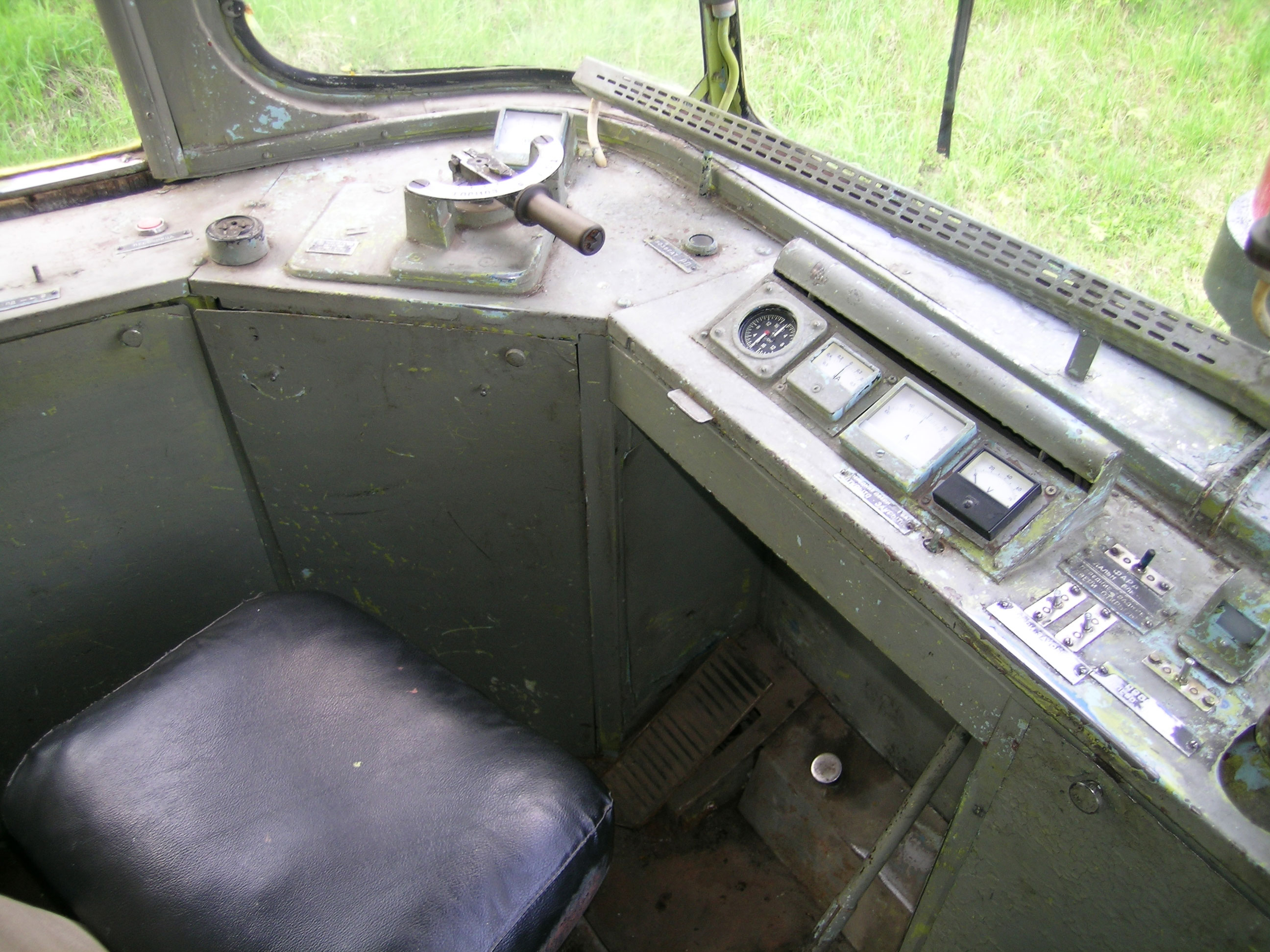
Интерьер кабины водителя РВЗ-6. Ручка управления контроллером вагона, прочие органы управления и контрольно-измерительные приборы

### Тележки

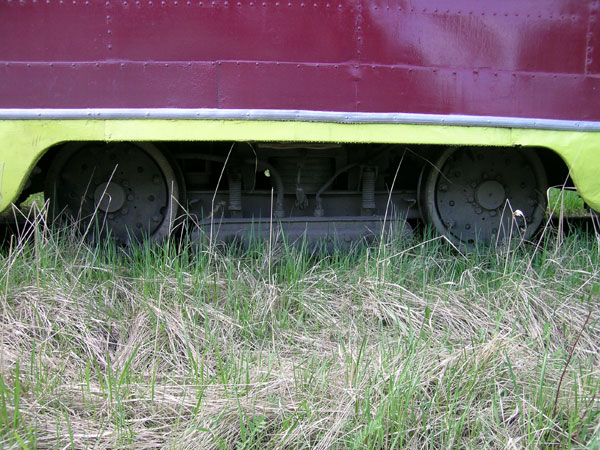
Тележка трамвайного вагона РВЗ-6М2

РВЗ-6 оснащался тележками мостового типа с одинарным подвешиванием на винтовых пружинах. Тележки подкатывались под вагон и крепились к нему посредством шкворневого узла, позволяющего тележке поворачиваться вокруг вертикальной оси и совершать небольшие колебания около её горизонтальной плоскости. В отличие от старых вагонов с тележками двойного подвешивания (с буксовым и центральным подвешиванием), новая конструкция, имеющая только центральное подвешивание, была легче и малошумней при движении. Однако отказ от второй ступени подвешивания приводил к возрастанию неподрессоренных масс всего вагона и, как следствие, к большему разрушающему воздействию вагона на рельсовый путь. Эксплуатация РВЗ-6 (как и ЛМ-68, КТМ-5, «Татра» T3) на слабых путях приводила к их интенсивному волнообразному износу, который до появления тележек мостового типа был незнаком путейцам. Например, начало интенсивной эксплуатации подвижного состава этих типов в Горьком потребовало крупной реконструкции путевого хозяйства и оснащения городского трамвайного предприятия средствами противодействия — специализированными вагонами-рельсошлифовальщиками. Тележки оснащались механическим колодочно-барабанным тормозом, который при нормальных режимах работы использовался для дотормаживания вагона после истощения электродинамического тормоза и приводился в действие сжатым воздухом. Между колёсными парами, по бокам продольных балок тележки располагались башмаки магниторельсовых тормозов.

### Пневмооборудование

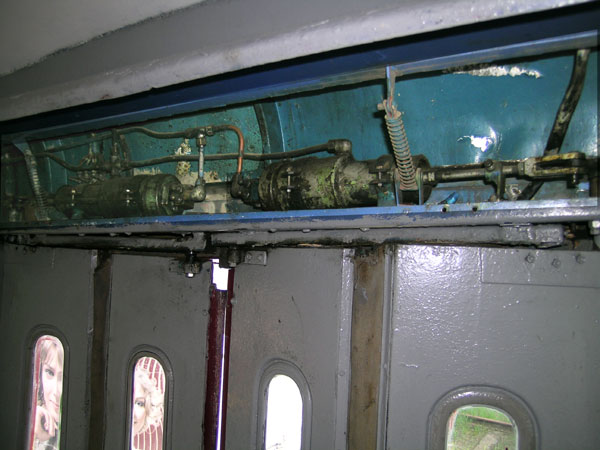
Пневмопривод открытия/закрытия дверей трамвайного вагона РВЗ-6М2

Вагоны типа РВЗ-6 оснащались пневматическим оборудованием, что было несвойственно концепции поздних трамваев PCC и им подобных, на которых все пневмоприводы были заменены электромагнитными. Пневматика включала в себя компрессор, приводимый в действие отдельным электродвигателем, воздушный фильтр для очистки забортного воздуха, резервуары для его хранения, электропневматический регулятор давления в системе, предохранительный клапан, предназначенный для аварийного стравливания избыточного давления в пневмосистеме при отказе регулятора давления, главную магистраль и устройства-потребители сжатого воздуха. Пневматический привод имели механизмы открытия-закрытия дверей и колодочно-барабанных тормозов. Управление пневмооборудованием осуществлялось исключительно водителем вагона.

### Электрооборудование
Вагон типа РВЗ-6 получает электрическую энергию от контактной сети напряжением 600 В посредством токоприёмника бугельного типа а в Даугавпилсе и Риги использовался штанга. Для подавления искрения, создающего помехи радиоприёму, РВЗ-6 оснащался радиореактором, который устанавливался на крыше вагона над первой тележкой.
Электрическая часть вагона РВЗ-6 включала в себя тяговые двигатели, пускотормозные сопротивления, автоматический групповой реостатный контроллер для коммутации силовых электрических цепей вагона. При трогании с места пускотормозные сопротивления включались последовательно с двигателями, а по мере набора скорости они начинали ступенчато выводиться реостатным контроллером; после выхода двигателей на автоматическую характеристику при полном возбуждении, с целью дальнейшего увеличения скорости вагона, реостатный контроллер уменьшал степень возбуждения тяговых двигателей, посредством ввода сопротивлений в цепь их шунтовых обмоток. При необходимости снижения скорости индивидуальные силовые контакторы формировали цепь реостатного торможения.
Вспомогательное электрооборудование включает в себя следующие узлы и цепи:
- аккумуляторную батарею для автономного питания ряда устройств;
- цепи управления групповым реостатным контроллером;
- цепи наружного и внутреннего освещения;
- цепи обогрева пассажирского салона и кабины водителя;
- цепи принудительной вентиляции пускотормозных сопротивлений;
- цепи электромотора компрессора и регулятора давления в системе;
- цепи световой и звонковой сигнализации;
- систему оповещения с микрофоном и усилителем, находящимися в кабине и громкоговорителями, установленным в пассажирском салоне.

Хотя многие потребители в этом списке являются низковольтными, РВЗ-6 не имел отдельной гальванически развязанной с контактной сетью электрической подсистемы. Вместо этого ряд высоковольтных потребителей электроэнергии и аккумуляторная батарея подсоединялись между собой таким образом, чтобы между определёнными двумя точками этого комплекса узлов и агрегатов формировалась разность потенциалов в 48 В. Низковольтные потребители, рассчитанные на это напряжение, получали электроэнергию путём параллельного подключения к этим двум точкам.
Модификация РВЗ-6М2 помимо упоминавшихся выше устройств оснащалась также оборудованием, позволяющим отключить местное управление групповым контроллером второго вагона в составе поезда по системе многих единиц и перевести его на ведущий вагон. Также РВЗ-6М2 оснащался дополнительной чисто электрической (в отличие от магистральных железных дорог и трамваев раннего периода) схемой для автоматического экстренного торможения вагонов поезда в случае его разрыва.

## Музейные экземпляры

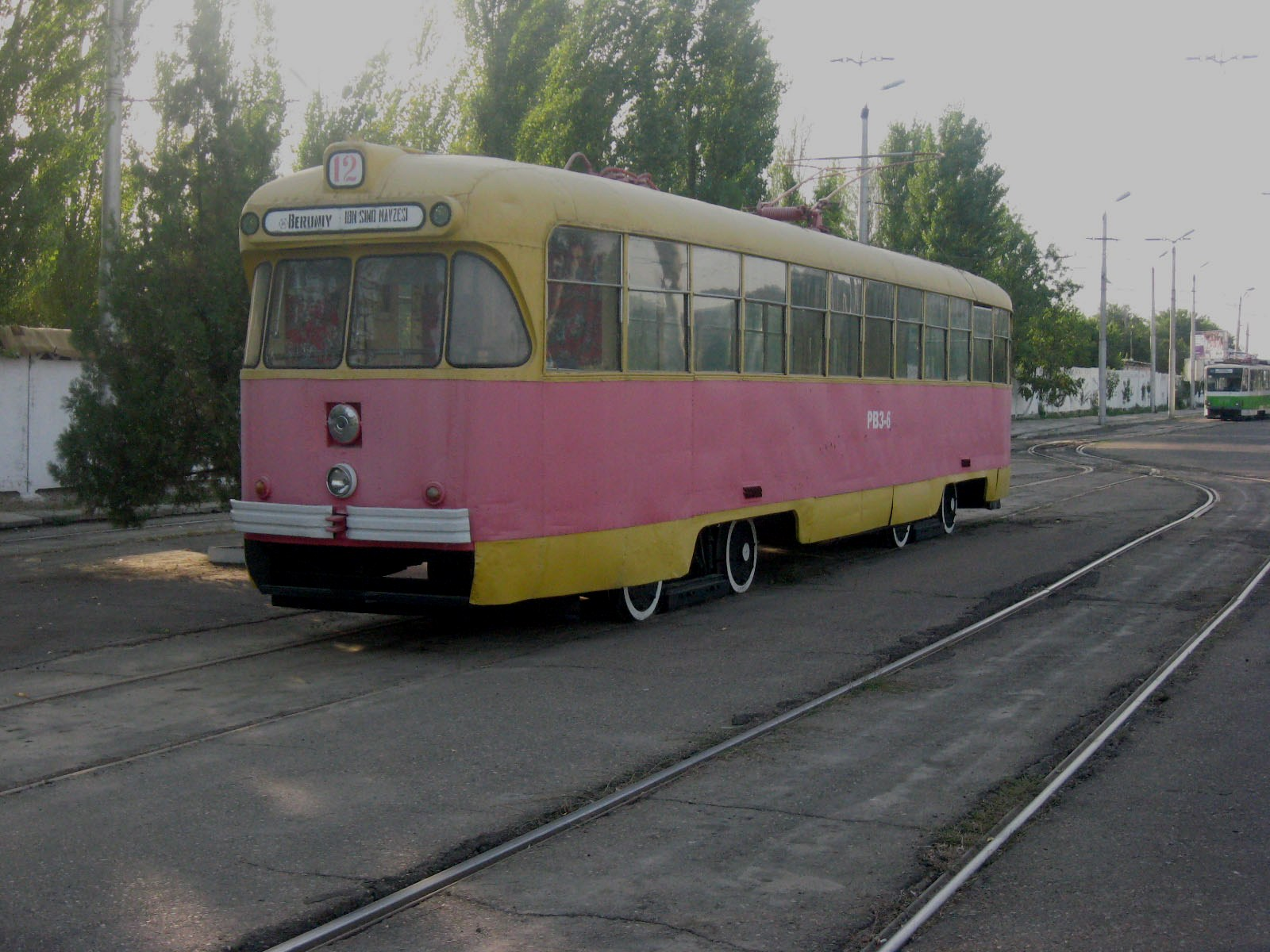
Музейный вагон РВЗ-6 в Ташкенте

Помимо одного города, где РВЗ-6 всё ещё эксплуатируются в качестве линейных вагонов, их можно увидеть в целом ряде городов в качестве музейных экспонатов, экскурсионных или служебных вагонов. Ниже приведён по возможности полный список.
- В Алма-Ату вагон РВЗ-6М2 поступил в апреле 2013 года из Темиртау[16], где он использовался для съёмок кинофильма про молодость президента Назарбаева. В свою очередь, в Темиртау трамвай был отправлен в июле 2012 года из Уфы. В июне 2014 года он принял участие в параде исторических трамваев на улицах города. В связи с закрытием трамвайной сети города, вагон был утилизирован.
- Во Владивостоке имеется 4 пассажирских вагона РВЗ-6М2[17], но они уже сняты с линии. Также сохранился служебный путеремонтный вагон[18].
- В Витебске в связи с массовым поступлением новых трамваев АКСМ-62103 последние вагоны[19] РВЗ-6М2 были отставлены от работы летом-осенью 2013 года, один из них с июня 2014 года используется в качестве экскурсионного[20].

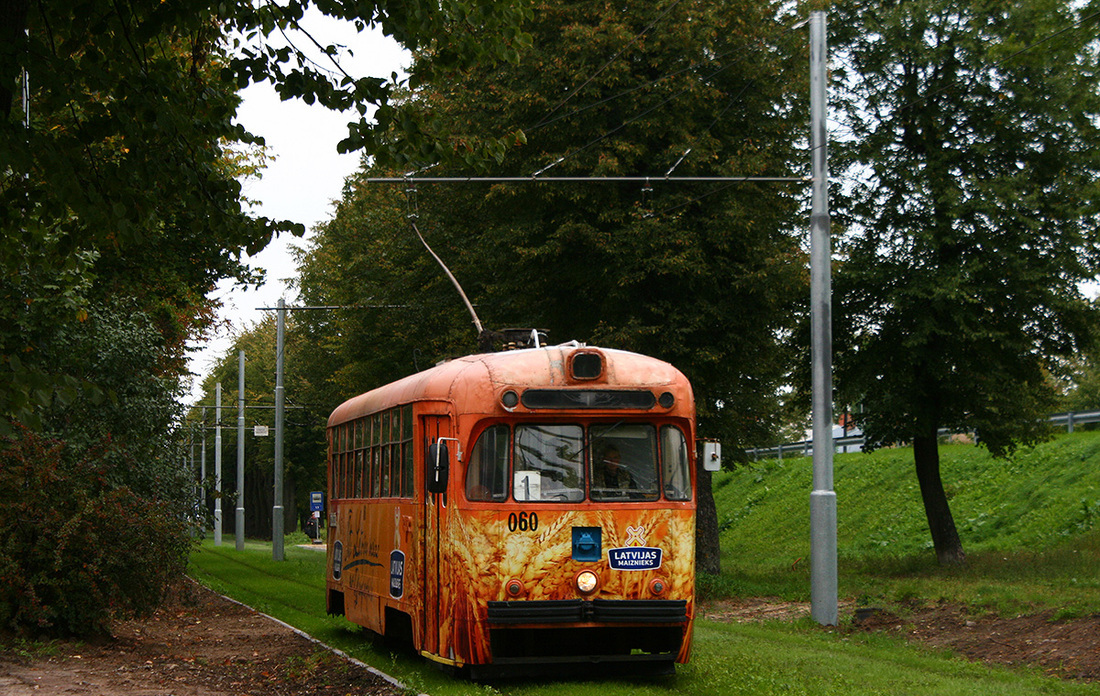
Трамвай РВЗ-6М2 № 060, улица 18 Ноября, Даугавпилс

- В Даугавпилсе вагоны РВЗ-6 продолжали эксплуатироваться с пассажирами до 2016 года[21] и составляли четверть трамвайного парка. К 2020 году сохранилось 5 вагонов, в том числе экскурсионный, вагон-кафе, а также один вагон установлен на территории ремонтного депо в качестве памятника[22].
- В Иркутске предприятием Иркутскгорэлектротранс восстановлен и отреставрирован вагон РВЗ-6M2[23], переданный в 2009 году из Ангарска. Он используется для проведения экскурсий, а в самом Ангарске сохранился служебный вагон на базе РВЗ-6[24].
- В Казани отреставрирован вагон №1164 1987 года выпуска до неходового состояния, стилизован под более ранний вагон. Так же имеется вагон №3175 для проведения экскурсий. В депо хранится бывший поливомоечный вагон, долгие годы служивший донором для вагона-вышки (ныне списан) и для восстановленного вагона №1164. Один из двух последних линейных вагонов и бывший парадный вагон переданы в Нижнекамск в 2017.
- В Комсомольске-на-Амуре на момент закрытия осенью 2018 года трамвайного движения эксплуатировалось 16[25] РВЗ-6М2, что составляло около половины от общего количества трамваев в городе. Два трамвая проданы частным владельцам, один установлен в Комсомольске-на-Амуре у Драмтеатра и используется как летнее кафе, другой находится в Рощино на территории кинотеатра под открытым небом.
- В Липецке РВЗ-6 эксплуатировались до 1995 года. Последний оставшийся вагон был выставлен в депо как музейный экспонат[26].
- Последние РВЗ-6 Минска ушли с улиц города в сентябре 2008 года. Один экземпляр[27] модели РВЗ-6 был оставлен для музея Трамвайного парка. Также для музея был оставлен один РВЗ-ДЭМЗ, однако в июне 2009 года он был переделан в служебный грузовой вагон[28].

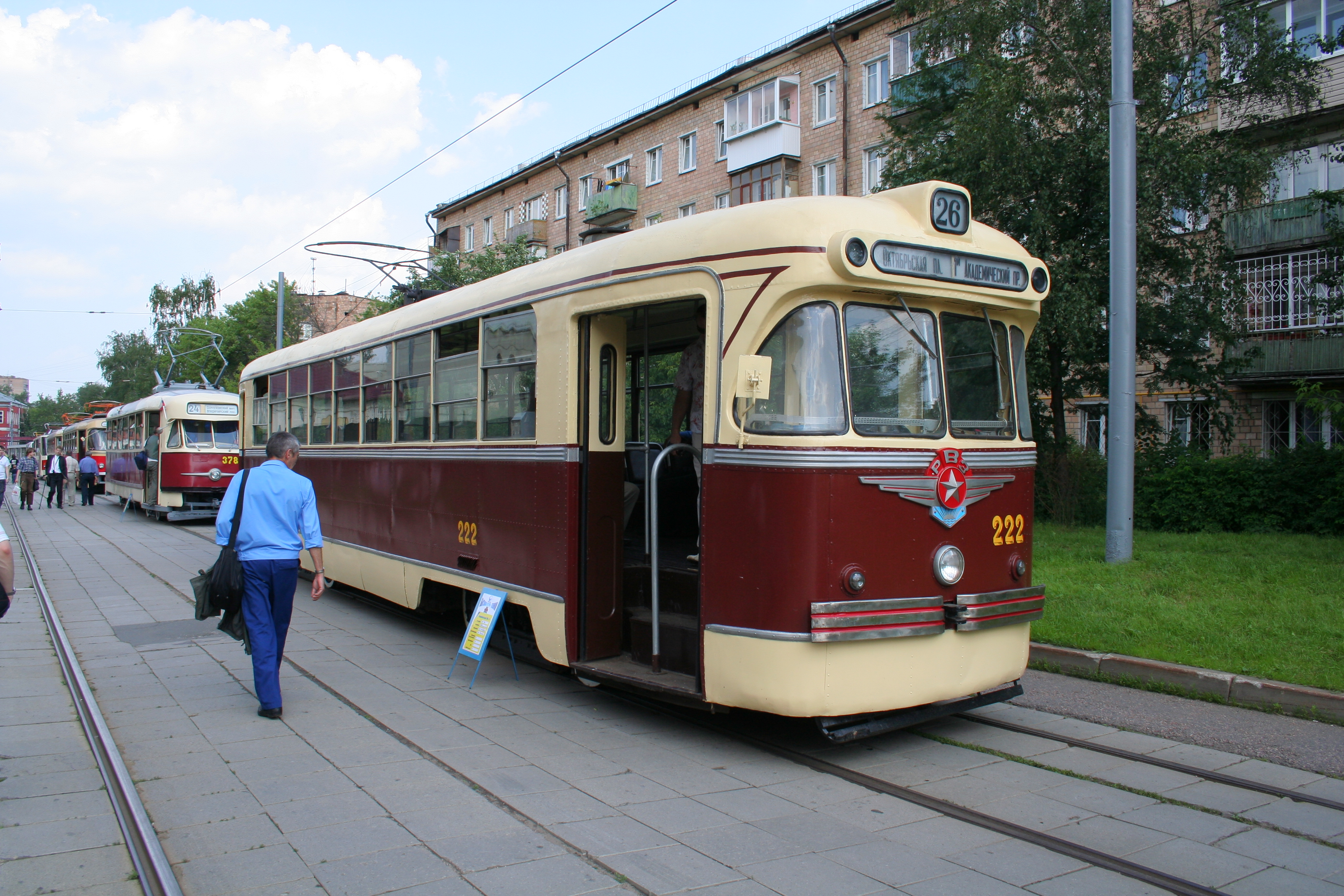
Музейный РВЗ-6 на параде трамваев в Москве

- РВЗ-6 вошёл в коллекцию Музея пассажирского транспорта Москвы.

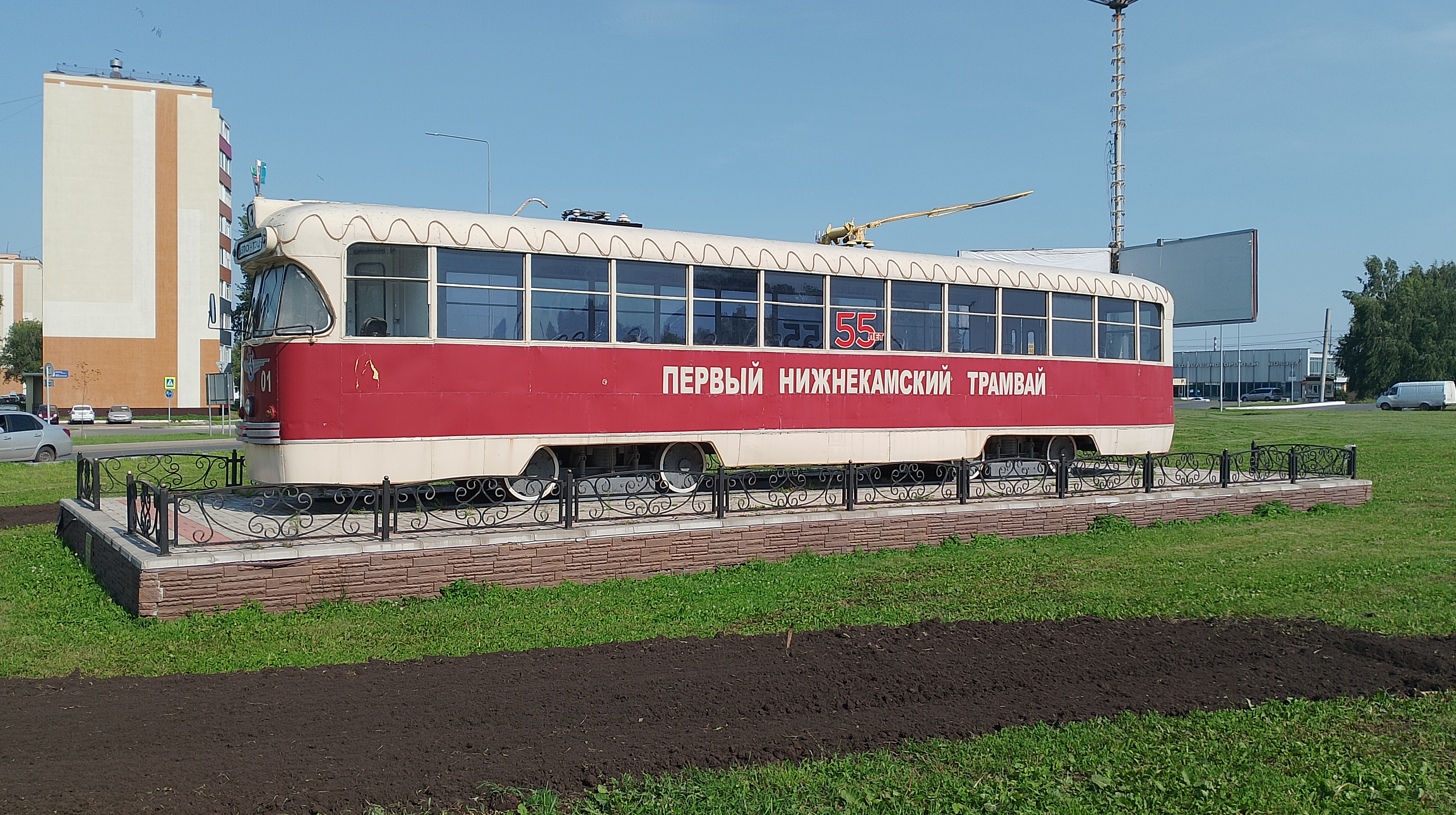
Памятник первому Нижнекамскому трамваю

- Памятник первому Нижнекамскому трамваю В Нижнекамске один трамвай РВЗ-6 был установлен на постаменте возле депо в качестве памятника[29], второй является ходовым в музейном статусе[30]. Оба вагона были переданы в 2016 году из Казани, так как в Нижнекамске трамваи этой модели не сохранились — хотя, именно они открывали трамвайное движение в городе.

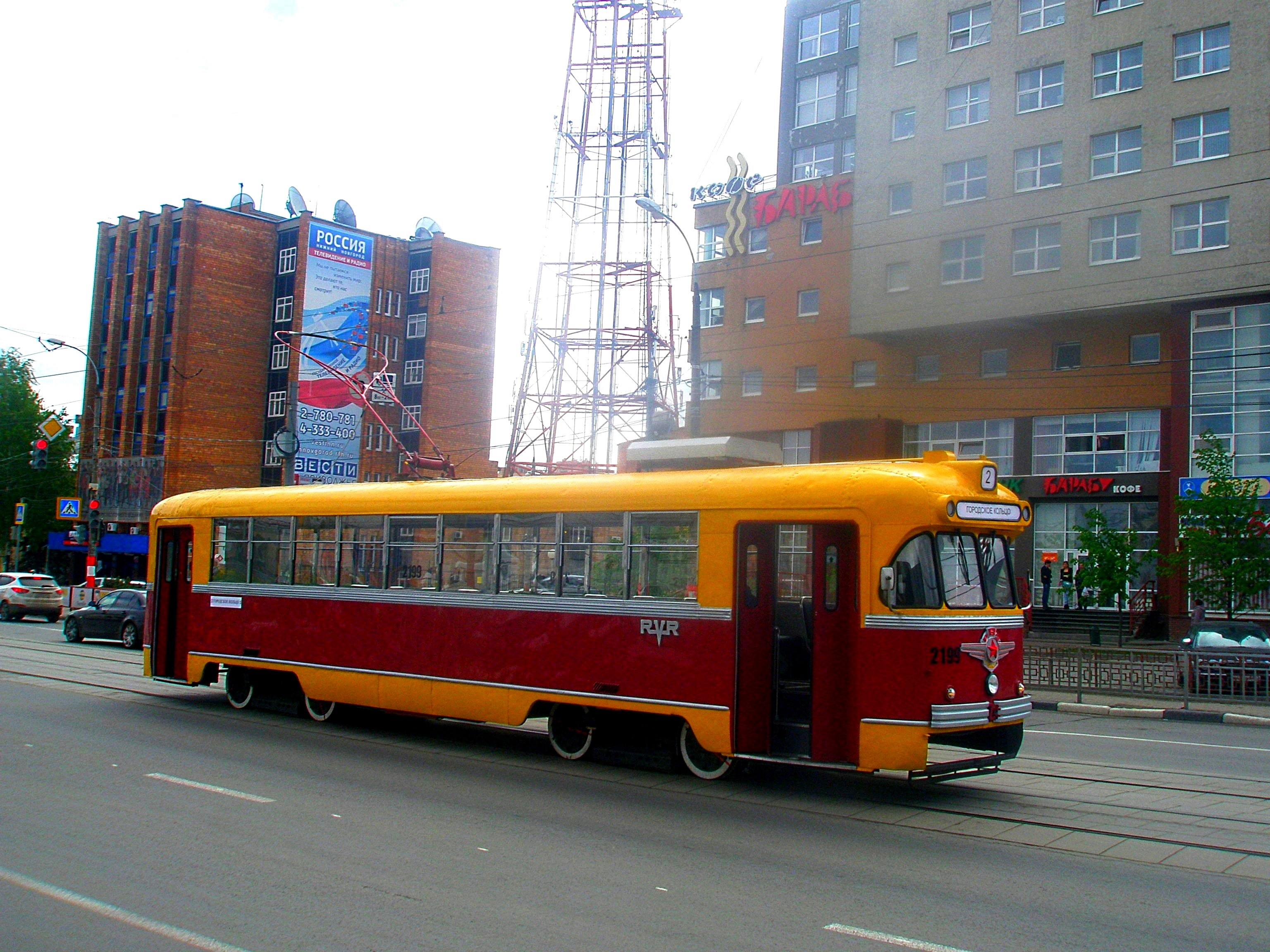
Трамвай РВЗ-6М2 в Нижнем Новгороде

- Трамвай РВЗ-6М2 в Нижнем НовгородеВ Нижегородском музее горэлектротранспорта РВЗ-6М2 (с эмблемой от РВЗ-6) является исправным ходовым вагоном, но он помещён на глухую рельсовую ветку, не связанную с остальной трамвайной сетью города, и, соответственно, выполняет роль статичного экспоната. Кроме того, рама его кузова сильно изношена, и ей требуется серьёзный ремонт. До постановки его на стоянку, в 2004 и 2005 годах он участвовал в двух трамвайных парадах[31]. Также сохранился служебный вагон-вышка[32]. С 14 мая 2015 года один трамвай РВЗ-6М2 после капитально-восстановительного ремонта вышел на маршрут № 2 «Городское кольцо»[33].
- В Новосибирске в качестве служебных сохранились 4[34][35] вагона РВЗ-6 различных модификаций, ещё один сохранён в качестве музейного[36], но его состояние требует срочной реставрации.
- В городе Осинники Кемеровской области в 2014 году оставалось два вагона РВЗ-6М2[37], но на момент 2022 года не эксплуатируются. Ещё один готовился для передачи в Новокузнецк — в качестве музейного экспоната[38].
- В Ригу экземпляр[39] данного трамвая был передан в 2007 году из Даугавпилса, для использования в качестве кафе или музейного вагона.
- В Салавате последние РВЗ-6 были выведены из эксплуатации в 2013 году. Один вагон был сохранён в качестве неходового музейного экспоната[40], установлен на постаменте.
- В Смоленске силами энтузиастов в музейный вагон летом 2011 года был переделан вагон-сетеизмеритель.[источник не указан 534 дня]
- В Ташкенте эксплуатация РВЗ-6 была прекращена весной 2008 года. Единственный вагон[41] находился в Музее электротранспорта Узбекистана на территории Трамвайного депо № 2.
- В Уфе эксплуатация вагонов типа РВЗ-6М2 была прекращена 19 октября 2009 года. Сохранён один служебный вагон-сетеизмеритель[42] и один[43] вагон поставлен на постамент как памятник.
- В Хабаровске по состоянию на 2024 год эксплуатировалось 9 штук[44] РВЗ-6М2, они составляют почти четверть парка трамвайного депо.